# Largo da Batata
O Largo da Batata é um logradouro público localizado no distrito de Pinheiros, zona oeste na cidade de São Paulo. Situa-se na confluência da Avenida Brigadeiro Faria Lima e das ruas dos Pinheiros, Teodoro Sampaio, Cardeal Arcoverde, Baltazar Carrasco, Martim Carrasco, Chopin Tavares de Lima e Fernão Dias.
Abriga a Estação Faria Lima da Linha 4-Amarela do Metrô.

## História
Há registros da ocupação da região por indígenas por volta de 1560, ano que marca a fundação do bairro de Pinheiros. Os índios guaianás teriam sido transferidos da Vila de São Paulo de Piratininga para a região, onde foi fundada a capela de Nossa Senhora da Conceição, pelos jesuítas José de Anchieta e Manuel da Nóbrega.
Já no século XX, foi fundado o Mercado Caipira, mercado de produtos agrícolas e, a partir de 1909, foi construído um mercado municipal, fortalecendo sua característica comercial. É conhecido como Largo da Batata desde a década de 1920, por concentrar vendedores de batatas, próximo à Cooperativa Agrícola de Cotia. Porém, apenas em julho de 2012 recebeu o nome oficialmente, pela Lei nº 15.615/2012.
Possui também importância histórica no transporte, recebendo na década de 1930 bondes elétricos que ligavam o bairro ao centro da cidade.
Desde 2007, passa por requalificação urbana, com previsão de conclusão para 2013.
Em dezembro de 2024, sob a gestão de Ricardo Nunes (político), a marca Ruffles adquiriu direitos de nome da praça em troca de um pagamento de R$ 1,1 milhão e a promessa de revitalização do espaço. A decisão foi desfeita em seguida, sob críticas de especialistas e da população, ainda mais por não ter passado por avaliação da Comissão de Proteção à Paisagem Urbana.

## A origem do nome "Largo da Batata"
A oficialização da denominação “Largo da Batata” foi aprovado com o Projeto de [Lei nº 220/2011] do vereador Jose Rolim , autor do projeto. Neste projeto consta a opinião de vários historiadores baseados em fatos históricos importantes que ocorreram no Largo da Batata, inclusive, historiadores acreditam que o Largo da Batata é o local que deu origem ao bairro de Pinheiros. Fatos históricos importantes ocorreram no Largo da Batata, tais como: a chegada de portugueses e indígenas, pois foi o local onde estes se instalaram. Foi nesta região onde ocorreu também a catequese de índios.[carece de fontes?]
O Mercado Caipira, que logo após se transformou no mercado de Pinheiros foi o local onde agricultores vindo do interior vendiam seus produtos. Agricultores de origem japonesa deram origem a Cooperativa Agrícola de Cotia para comercializar batatas e que logo passou a ser o local de distribuição de frutas legumes e cereais.

## Largo da Batata como era e como está hoje
O Largo da Batata, no bairro de Pinheiros na cidade de São Paulo, surgiu por volta do século XVII e como ele se encontra na atualidade? Para chegar ao estágio dos dias atuais teve que se incorporar ao projeto de Reconversão Urbana da Faria Lima.[carece de fontes?]
O Largo da Batata surgiu por volta do século XVII e XVIII ele já tinha os núcleos de Caipiras e Índios e serviu de caminhos para os tropeiros e bandeirantes com destino ao interior do Brasil.[carece de fontes?]
O bairro de Pinheiros foi se estruturando em volta do Largo da Batata este por sua vez conquistou a linha do bonde que ia em destino ao centro da cidade. A partir daí começou o comércio popular, onde as pessoas chegavam do interior com suas mercadorias para venderem, e assim utilizavam então o espaço público para fazer o comércio.[carece de fontes?]
O poder público começou a se preocupar com mau aproveitamento deste espaço e lançou um projeto de “Reconversão Urbana” com a Faria Lima que trata de melhorias em todos os setores, a partir daí começaram os trabalhos de obras viárias, saneamento, remoção de favelas e cortiços, dando lugar para o setor imobiliário investir em outro tipo de comércio agora destinado a uma classe média alta. Sendo assim eles acreditavam que iriam ajudar no setor de emprego. Portanto a junção que aconteceu com o Largo de Pinheiros e Largo da Batata tendo como elo principal a Igreja Católica Nossa Senhora do Monte Serrat e suas importantes ruas como Teodoro Sampaio foi a alavanca para iniciar a restruturação de um bairro nobre como Pinheiros.[carece de fontes?]
Vale ressaltar que a memória do Largo da Batata é de grande valia para Pinheiros esta memória, já está registrado em um relatório que foi enviado ao DPH (Departamento de Patrimônio Histórico) da prefeitura de São Paulo para servir de base para futuros tombamentos.[carece de fontes?]
Depois de quase seis anos de grandes transtornos causados para requalificar o Largo da Batata hoje há uma estação de metrô, ruas mais alargadas entre tantos outros benefícios. Na atualidade do Largo da Batata tem outra paisagem com novos empreendimentos residenciais, comércios fugindo totalmente do comércio popular de antes.[carece de fontes?]

## Revolução no transporte
O marco legal para a reurbanização do bairro de Pinheiro foi o projeto urbanístico que se tornou a lei com o nome: Operação Urbana Consorciada Faria Lima (Lei 11.732/1995) tem por objetivos reorganizar o tráfego particular e coletivo ao implantar o prolongamento da avenida Faria Lima integrando as ruas e avenidas próximas e construção do terminal multimodal das estações da CPTM e Metrô. Também é objetivo da Operação a reurbanização do Largo da Batata e urbanizar as favelas e cortiços em seu perímetro.[carece de fontes?]
Por ser um bairro de conexão a outros bairros da cidade de São Paulo e municípios da Grande São Paulo, além do seu forte comércio, o bairro de Pinheiros apresenta, por conta do seu grande fluxo de pessoas, nas últimas décadas foi necessário o grande investimento principalmente em transporte público.[carece de fontes?]
O objetivo destes investimentos ou maior intervenção do município se deve obviamente a melhoria do bairro e seu entorno por conta do trânsito, grande quantidade de pessoas carros e ônibus em um mesmo local e um melhor uso do espaço público. Para solução destes problemas foram propostas estações de metrô que cruzassem o bairro de Pinheiros. Em 25 de maio de 2010 foi inaugurada a Estação Faria Lima da Linha 4–Amarela do Metrô, no Largo da Batata, e em 16 de maio de 2011 foi inaugurada a Estação Pinheiros da mesma linha, próximo à Marginal Pinheiros.[carece de fontes?]
A implantação da nova Estação Faria Lima da Linha 4–Amarela do Metrô, no Largo da Batata, bem como as linhas de ônibus de passagem, ampliaram a acessibilidade a diversos corredores de comércio e serviços no bairro. A Estação Pinheiros da Linha 4–Amarela do Metrô conta ao seu redor com um terminal de ônibus com destino para outras regiões do Município de São Paulo e cidades próximas e a interligação com a linha Esmeralda da CPTM que liga o bairro paulistano de Grajaú (bairro de São Paulo) a Osasco já prevista na Operação Urbana Consorciada Faria Lima (Lei 11.732/1995). As duas estações possuem bicicletário.[carece de fontes?]
O projeto Operação Urbana Consorciada Faria Lima previa novos espaços públicos arborizados e praças e foi realizado com o deslocamento do eixo da Av. Faria Lima,  o Largo da Batata, gerando um fluxo diário de 150 mil passageiros. O processo de reorganização se deu pela construção de terminais de ônibus e distribuição destas linhas para os Terminal Butantã, o Terminal Pinheiros e, futuramente, o Terminal Vila Sônia. O sistema viário de conexão foi drasticamente mudado com o intuito de diminuir o fluxo de veículos na avenida Faria Lima e cruzamentos como, por exemplo, ruas Cardeal Arcoverde e Teodoro Sampaio.[carece de fontes?]

## Requalificação do Largo da Batata
Em 1920, o Largo da Batata foi o local que originou o comércio como o Mercado de Pinheiros e tão logo a construção da Cooperativa Agrícola de Cotia, que em 1994 foi fechada devido a problemas financeiros, mas logo houve a instalação de camelôs e lojas populares. Atualmente o Largo da Batata passa por algumas mudanças e por esse motivo, transtornos são causados para moradores e comerciantes. Além do ruído das obras ali existentes, impedem a passagem de transeuntes pelas ruas e por isso o movimento no comércio diminuiu pela metade. Outro problema encontrado foi a transferência das paradas finais de ônibus, que teve como consequência a diminuição do público nos estabelecimentos. Além disso, aluguéis subiram e estabelecimentos tradicionais foram embora.[carece de fontes?]
Estudos de patrimônio comprovam que o metro quadrado residencial na região valorizou muito, teve uma valorização de 247%. Empreendimentos comerciais e residenciais estão em construção em seu entorno.[carece de fontes?]
Diante desta mudança, a região vai perdendo o uso residencial. As áreas comerciais foram o motivo de maior interesse para construção de prédios de escritórios, comparado aos prédios de uso residencial.[carece de fontes?]
O sindicato do setor imobiliário informou que é um lugar também de interesse para o uso residencial, por estar situada e ter fácil a acesso a ciclovias, a marginal e ao mercado.[carece de fontes?]
A operação Faria Lima sofre criticas por urbanistas, pois os recursos de investimentos utilizados tiveram como prioridade as obras viárias, não houve investimento também para melhorias dos espaços públicos de qualidade e habitação social.[carece de fontes?]